# Municipio de Jefferson (condado de Butler, Iowa)
El municipio de Jefferson (en inglés: Jefferson Township) es un municipio ubicado en el condado de Butler en el estado estadounidense de Iowa. En el año 2010 tenía una población de 324 habitantes y una densidad poblacional de 3,45 personas por km².

## Geografía
El municipio de Jefferson se encuentra ubicado en las coordenadas 42°41′11″N 92°43′54″O / 42.68639, -92.73167. Según la Oficina del Censo de los Estados Unidos, el municipio tiene una superficie total de 93.85 km², de la cual 93,85 km² corresponden a tierra firme y (0 %) 0 km² es agua.

## Demografía
Según el censo de 2010, había 324 personas residiendo en el municipio de Jefferson. La densidad de población era de 3,45 hab./km². De los 324 habitantes, el municipio de Jefferson estaba compuesto por el 95,99 % blancos, el 2,16 % eran de otras razas y el 1,85 % eran de una mezcla de razas. Del total de la población el 2,16 % eran hispanos o latinos de cualquier raza.